# 本多義光
本多 義光（ほんだ よしみつ、1951年11月20日－ ）は、日本の稲作篤農家。群馬県稲作経営者会議 副会長、利根沼田農作業受託者連絡協議会 会長、みなかみ町「水月夜生産組合」 組合長、アグリサポート有限会社 代表取締役。

## 生い立ち
群馬県利根郡の農家に生まれ育ったが、小学生の頃から実家の農作業に従事、実父の急死により小学生から独力で農作業を継続することになった。生活の面では親戚の援助などを受けながら、稲作作業を従事することになった。農作業を優先する必要もあり、義務教育を終えた後は、農業に専念することになった。

## 米コンテスト受賞歴
- 米－1グランプリ（北海道蘭越町）[4]
- あなたが選ぶ日本一美味しい米コンテスト（山形県庄内町）[5]
- 米・食味分析鑑定コンクール:国際大会[6]
- お米日本一コンテストinしずおか （静岡県沼津市）[7]
- 大阪府民のいっちゃんうまい米コンテスト[8]
- お米番付 日本お米向上委員会（京都府）[9]

2015年3月に、全国の主要米コンクールですべて入賞以上の成績を達成した。

## 家族
妻のほか、3人の男児がおり、現在、中学生になる三男を後継者として育てている。三男は、史上最年少、小学6年生で、『第9回お米日本一コンテストinしずおか2012』（米コン2012）で入賞している

## エピソード
本多の黄金律を噂に聞いた新潟の米の生産者が、稲作法について教えを乞うたところ、本多は二つ返事で引き受け、3回ほど足を運び、診断し、さらにポイントを指導、指南したところ、その年度から、食味計で90以上の米ができるようになった例がいくつもある。本多は、このように、幼い時期に周囲の方にご好意でお世話になったので、恩返しをしたいと自身の米作りの方法を講演などで開示している。
また、うまい米とそうでない米の違いは、炊き立てよりも、冷めてしまった時、あるいは温め直した時に大きく出るという。例えば、おにぎりや雑炊などにするときなどに大きな差になると指摘する。

### 動画
- 本多義光さん（群馬県みなかみ町） - YouTube